# Spånen
Spånen är en sjö i Alvesta kommun och Växjö kommun i Småland och ingår i Mörrumsåns huvudavrinningsområde. Sjön är 9 meter djup, har en yta på 2,56 kvadratkilometer och befinner sig 158 meter över havet. Vid provfiske har bland annat abborre, gers, gädda och mört fångats i sjön.

## Delavrinningsområde
Spånen ingår i det delavrinningsområde (631032-142742) som SMHI kallar för Utloppet av Spånen. Medelhöjden är 169 meter över havet och ytan är 15,68 kvadratkilometer. Det finns inga avrinningsområden uppströms utan avrinningsområdet är högsta punkten. Vattendraget som avvattnar avrinningsområdet har biflödesordning 2, vilket innebär att vattnet flödar genom totalt 2 vattendrag innan det når havet efter 101 kilometer. Avrinningsområdet består mestadels av skog (68 %). Avrinningsområdet har 2,56 kvadratkilometer vattenytor vilket ger det en sjöprocent på 16,3 %.

## Fisk
Vid provfiske har följande fisk fångats i sjön:
- Abborre
- Gärs
- Gös
- Gädda
- Mört
- Sik
- Sutare